# Zsombor Gruber
Pour les articles homonymes, voir Gruber.
Zsombor Gruber, né le 7 septembre 2004 à Győr en Hongrie, est un footballeur international hongrois qui évolue au poste d'avant-centre au MTK Budapest.

## Biographie

### En club
Né à Győr en Hongrie, Zsombor Gruber commence le football au Győrszentiván SE avant d'être formé par le Győri ETO FC puis par le Puskás Akadémia FC, qu'il rejoint en 2017. Il joue son premier match en professionnel avec ce club le 8 juillet 2021, à 16 ans lors d'une rencontre qualificative pour la phase de groupe de la Ligue Europa Conférence 2021-2022, contre le FC Inter Turku. Il entre en jeu et les deux équipes se neutralisent (1-1 score final),.
Il joue son premier match en NB I, la première division hongroise, le 11 septembre 2022 contre le Zalaegerszeg TE. Il entre en jeu à la place de Lamin Colley (en) et son équipe s'impose par deux buts à un. 
Le 8 février 2024 il signe en faveur du Ferencváros TC.
Le 14 février 2025, Gruber est prêté par Ferencváros au MTK Budapest jusqu'à la fin de la saison.

### En sélection
Avec les moins de 19 ans, il joue au total dix matchs entre 2022 et 2023, et marque quatre buts.
Il joue son premier match avec l'équipe de Hongrie espoirs le 17 novembre 2023, contre l'Espagne. Il est titularisé et son équipe est battue par deux buts à zéro.
En novembre 2024, Zsombor Gruber est convoqué pour la première fois avec l'équipe nationale de Hongrie par le sélectionneur Marco Rossi. Il honore sa première sélection avec la Hongrie lors de ce rassemblement, le 19 novembre 2024 contre l'Allemagne. Il entre en jeu à la place de Barnabás Varga et les deux équipes se neutralisent (1-1 score final).